# Stowarzyszenie Prokuratorów Rzeczypospolitej Polskiej
Stowarzyszenie Prokuratorów Rzeczypospolitej Polskiej – pierwsze stowarzyszenie prokuratorów o zasięgu ogólnokrajowym.
Siedzibą władz naczelnych jest Warszawa (do roku 2012 był nią Poznań). Prezesem Głównego Zarządu stowarzyszenia był od 2002 Krzysztof Parulski, następnie Mikołaj Przybył, obecnie prezesem jest Grzegorz Kiec.
Celami SPRP są reprezentowanie środowiska prokuratorów, działalność na rzecz praworządności i edukacja członków, a także kształtowanie właściwej postawy moralno-etycznej i zawodowej prokuratorów.
Członkowie stowarzyszenia dzielą się na:
- zwyczajnych (osoby wykonujące zawód prokuratora oraz renciści i emeryci, którzy przeszli w stan spoczynku wykonując zawód)
- honorowych (tytuł Zasłużony dla Stowarzyszenia Prokuratorów Rzeczypospolitej lub inny)
- wspierających (osoby które wykonywały w przeszłości zawód prokuratora i wspierają działalność stowarzyszenia).

Organizacja wydaje kwartalnik „Prokurator” i organizuje konkurs Prokurator Roku.